# Vengeur (1878)
Vengeur — призначений для берегової оборони брустверний монітор типу «Томпет», побудований для ВМС Франції у кінці 70-тих років XIX століття.

## Історія
Будівництво монітора «Вонжера» почалося в Брестському арсеналі в грудні 1874 року. Корабель спустили на воду в травні 1878 року, а потім включили до складу флоту 18 червня 1882 року. Призначений для захисту узбережжя Франції, він мало застосовувався, перш ніж його вилучили зі списків у 1907 році.